# La Zarza de Pumareda
La Zarza de Pumareda is een gemeente in de Spaanse provincie Salamanca in de regio Castilië en León met een oppervlakte van 28,30 km². La Zarza de Pumareda telt 156 inwoners (1 januari 2016).

## Demografische ontwikkeling
Bron: INE, 1857-2011: volkstellingen